# Seznam osebnih imen na R
Seznam osebnih imen, ki se pričnejo s črko R.

## Seznam

### Ra
- Rada
- Radana
- Rade
- Radenka
- Radenko
- Radica
- Radinka
- Radislav
- Radislava
- Radiša
- Radivoj
- Radivoje
- Radko
- Radmila
- Rado
- Radojka
- Radomir
- Radomira
- Radosav
- Radosava
- Radoslav
- Radoslava
- Radoš
- Radovan
- Radovanka
- Rafael
- Rafaela
- Rafka
- Rafko
- Rahela
- Rajka
- Rajko
- Rajmond
- Rajmund
- Rajmunda
- Ramiz
- Ramiza
- Ramona
- Rasim
- Rasima
- Rastislav
- Rastislava
- Rastko
- Rasto

### Re
- Rebecca
- Rebeka
- Rebekah
- Reece
- Regina
- Renat
- Renata
- Renate
- Renatka
- Renato
- Rene
- Renee
- Reza
- Rezika
- Rezka

### Ri
- Ria
- Riana
- Richard
- Rihard
- Riharda
- Rija
- Rijada
- Rijana
- Rikardo
- Rika
- Riki
- Riko
- Rino
- Rina
- Risto
- Rita

### Ro
- Robert
- Roberta
- Robertina
- Roberto
- Robi
- Robin
- Rok
- Roki
- Roko
- Roland
- Rolanda
- Rolando
- Roman
- Romana
- Romanca
- Romano
- Romea
- Romeo
- Romi, moško ime
- Romi, žensko ime
- Romina
- Rosa
- Rosana
- Rosanda
- Rosita
- Rosvita
- Rotija
- Roza
- Rozalia
- Rozalija
- Rozamarija
- Rozana
- Rozi
- Rozika
- Rozka
- Rozina
- Roža
- Rožamarija
- Rožana
- Rožica
- Rožle

### Ru
- Ruby
- Rudi
- Rudolf
- Rudolfa
- Rudolfina
- Rupert
- Ruperta
- Rustika
- Ruža
- Ružica

### Ry
- Ryan